# Basilique souterraine de la porte Majeure
La basilique souterraine de la porte Majeure (en italien : basilica sotterranea di porta Maggiore) est un édifice antique aménagé selon un plan basilical, situé à Rome, dans le quartier Prenestino-Labicano, juste à l'ouest de la porte Majeure.
La fonction précise de l'édifice demeure inconnue. Il peut s'agir d'un tombeau ou d'une basilique funéraire, ou d'un nymphée dont la fraîcheur était appréciée en été (specus aestivus). Mais l'hypothèse la plus vraisemblablement est qu'il s'agit d'un lieu de culte néopythagoricien du Ier siècle, comme semble l'attester la nature du décor de stuc présent sur les parois et les voûtes de l'édifice. 

## Découverte
La basilique souterraine a été découverte par hasard en 1917, à la suite d'un affaissement constaté des voies ferrées menant à la gare centrale (stazione Termini) et de la ligne de tramway qui dessert le quartier de la Via Praenaestina, à proximité de la porte Majeure.

## Description

### Plan

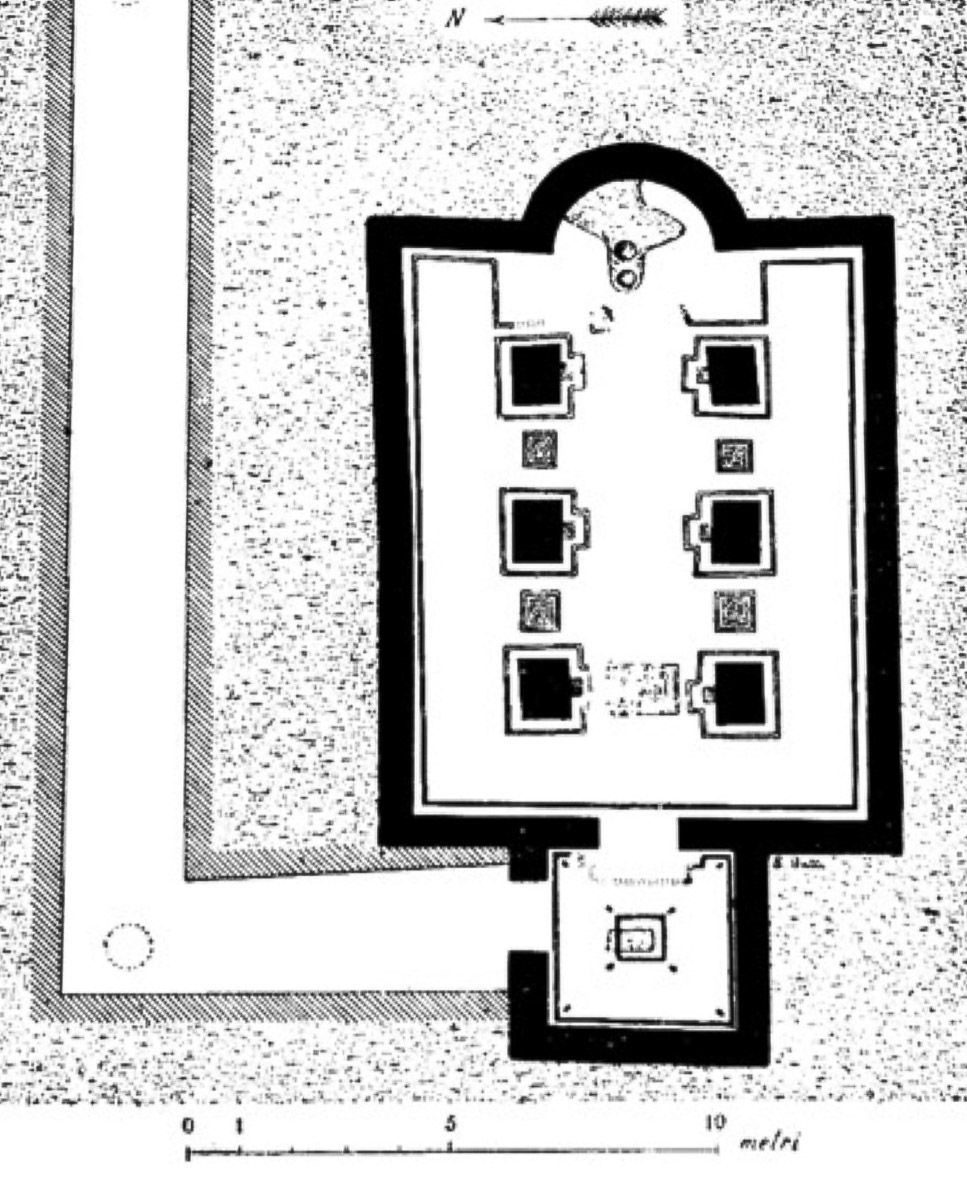
Plan de la basilique souterraine.

On accède à la structure souterraine depuis la Via Praenaestina par une volée de marches modernes qui conduit d'abord un vestibule ou pronaos carré de petites dimensions (3,62 × 3,50 m), dont l'ouverture dans le plafond constitue l'unique source d'éclairage naturel de tout l'édifice.
On pénètre ensuite dans une grande salle rectangulaire de 12 × 9 m dont le sol se situe à environ 7 mètres sous le niveau de la rue. Cette grande salle est agencée selon un plan basilical : elle est divisée en trois nefs voûtées séparées par deux rangées de trois gros piliers rectangulaires de 1,15 × 0,95 m, supportant des arcs. La nef centrale, plus large, se termine par une abside.

### Décor de stuc
Les parois et les voûtes des deux salles sont couvertes de décors élaborés en relief, de stuc blanc, représentant des scènes mythologiques qui ont pour thèmes la destinée de l'âme et les secrets de l'initiation aux Mystères.

#### Vestibule
La décoration du vestibule est conservée sur trois côtés, en petits tableaux à thèmes funéraires, sur fond coloré. On y voit une Victoire, ainsi que des Ménades montant des panthères et portant le thyrse. La partie basse du vestibule est ornée d'arbres et de colonnes, autres symboles funéraires. De petits amours montent des chars tirés par des boucs ou versent sur les fidèles l'eau, symbole de vie éternelle.

Stucs du vestibule
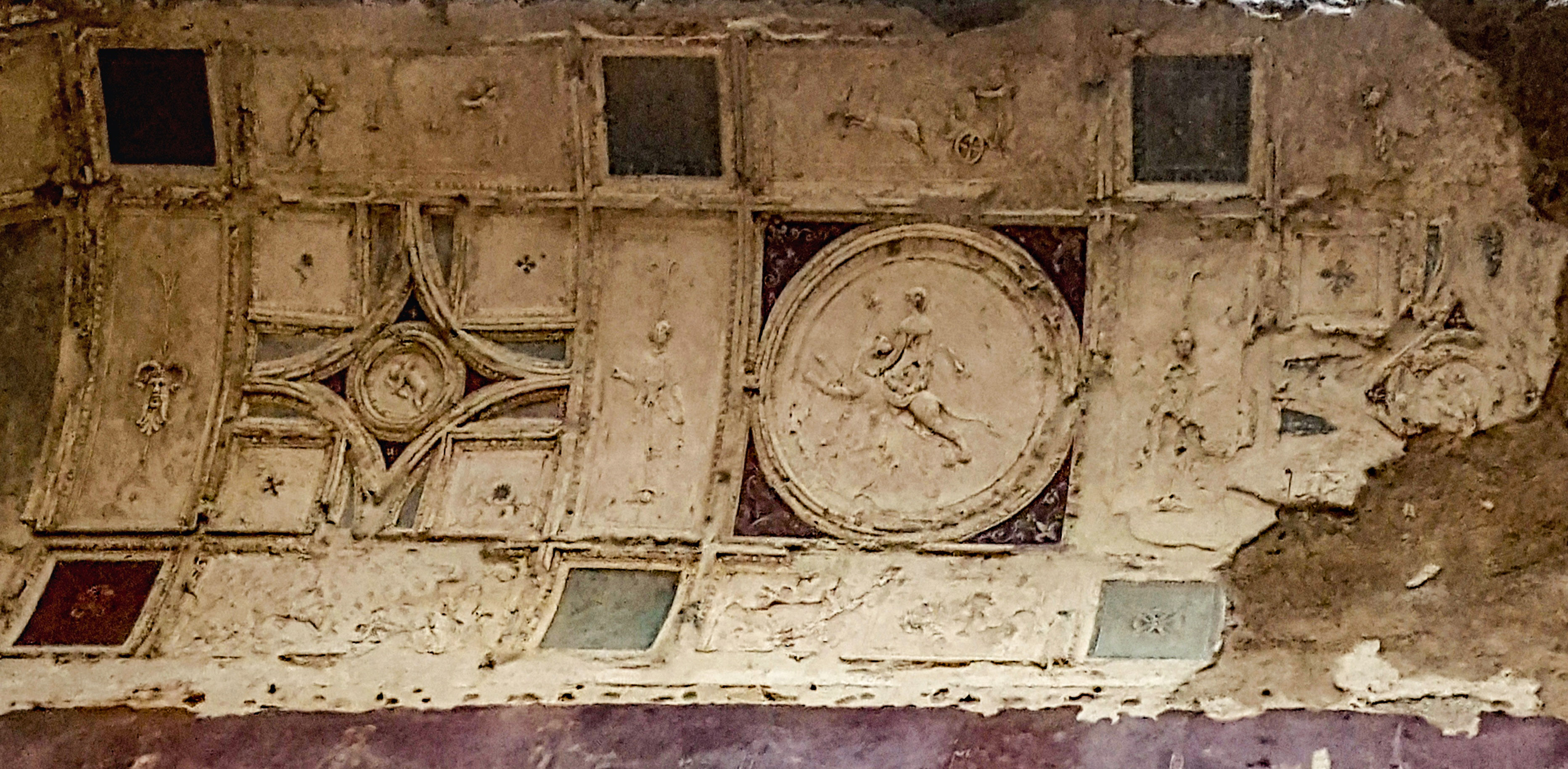
Sous la voûte du vestibule, de fins candélabres stylisés, des papillons, des amours dans un char tiré par des boucs. À droite, une Ménade chevauchant une panthère.

La cloison qui sépare le vestibule de la salle basilicale montre une grande tête d'Océanus, prince des Titans, entre deux divinités marines.

#### Salle basilicale

Stucs de la voûte principale
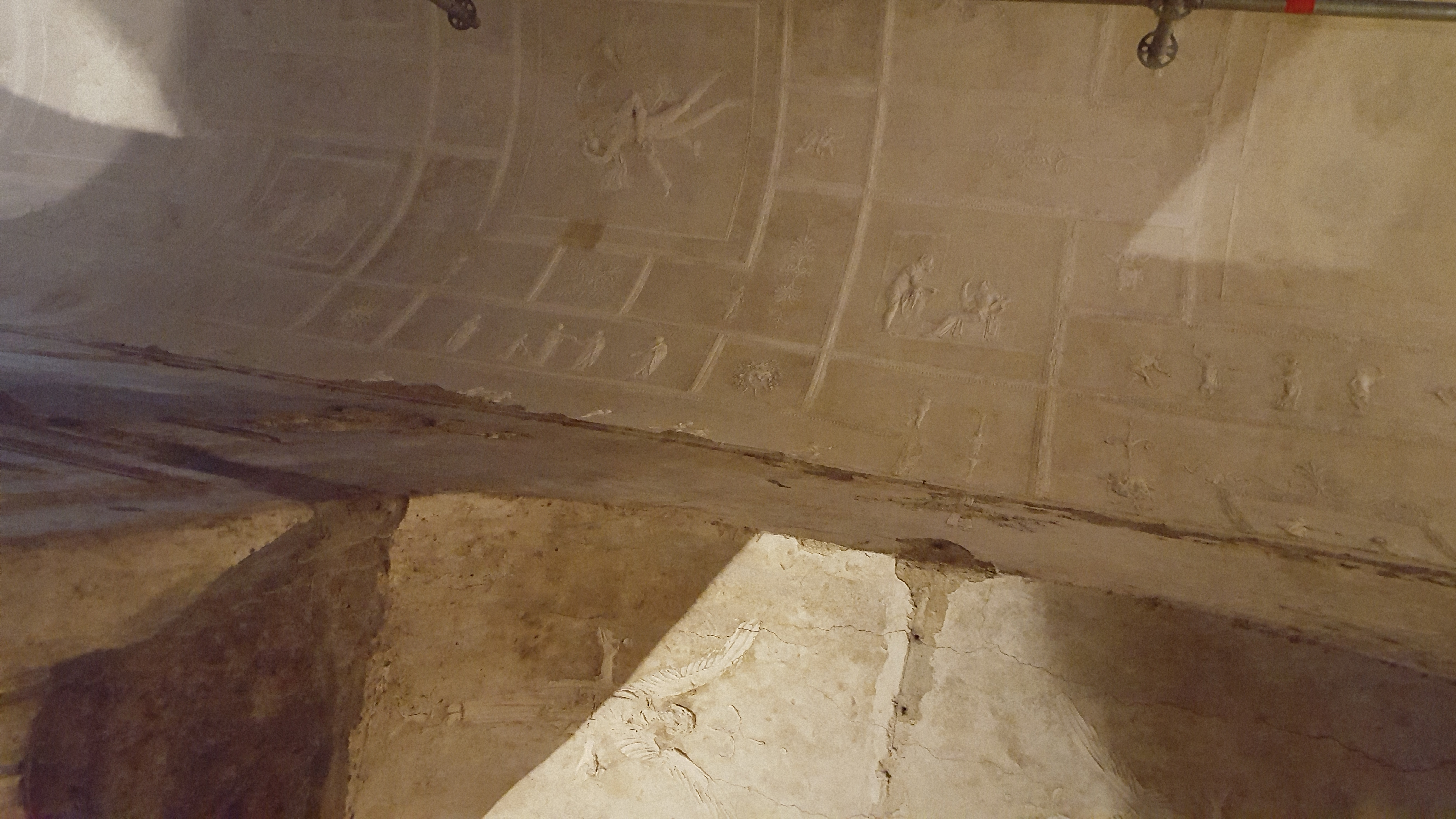
Le grand panneau représente le rapt de Ganymède, autour duquel des représentations d'Attis, de palmettes et des Amours. Les panneaux carrés à l'extérieur représentent Médée et Jason à gauche, et Hercule et Hésioné à droite. Au dessous, une série composée de : Victoire et Candélabre, Tête de Méduse, le Maître et l'école, Victoire et Candélabre. Vers la gauche, des scènes de campagne et d'autres palmettes. Vers la droite, des magiciens, des palmettes, ainsi que les Dioscures et les filles de Leucippe dans le grand panneau central suivant.

On y voit notamment Zeus enlevant Ganymède, Médée présentant une potion au dragon qui garde la Toison d'or afin que Jason puisse s'en emparer, la poétesse Sappho se jetant dans la mer (bien que cette interprétation ne fasse pas l'unanimité), ainsi que des Victoires ailées, des têtes de Méduses, des enfants qui jouent, des âmes conduites aux Enfers, un rite de mariage, des objets de culte, des animaux et un pygmée revenant à sa case après la chasse, et bien d'autres sujets encore.

Stucs de la salle basilicale
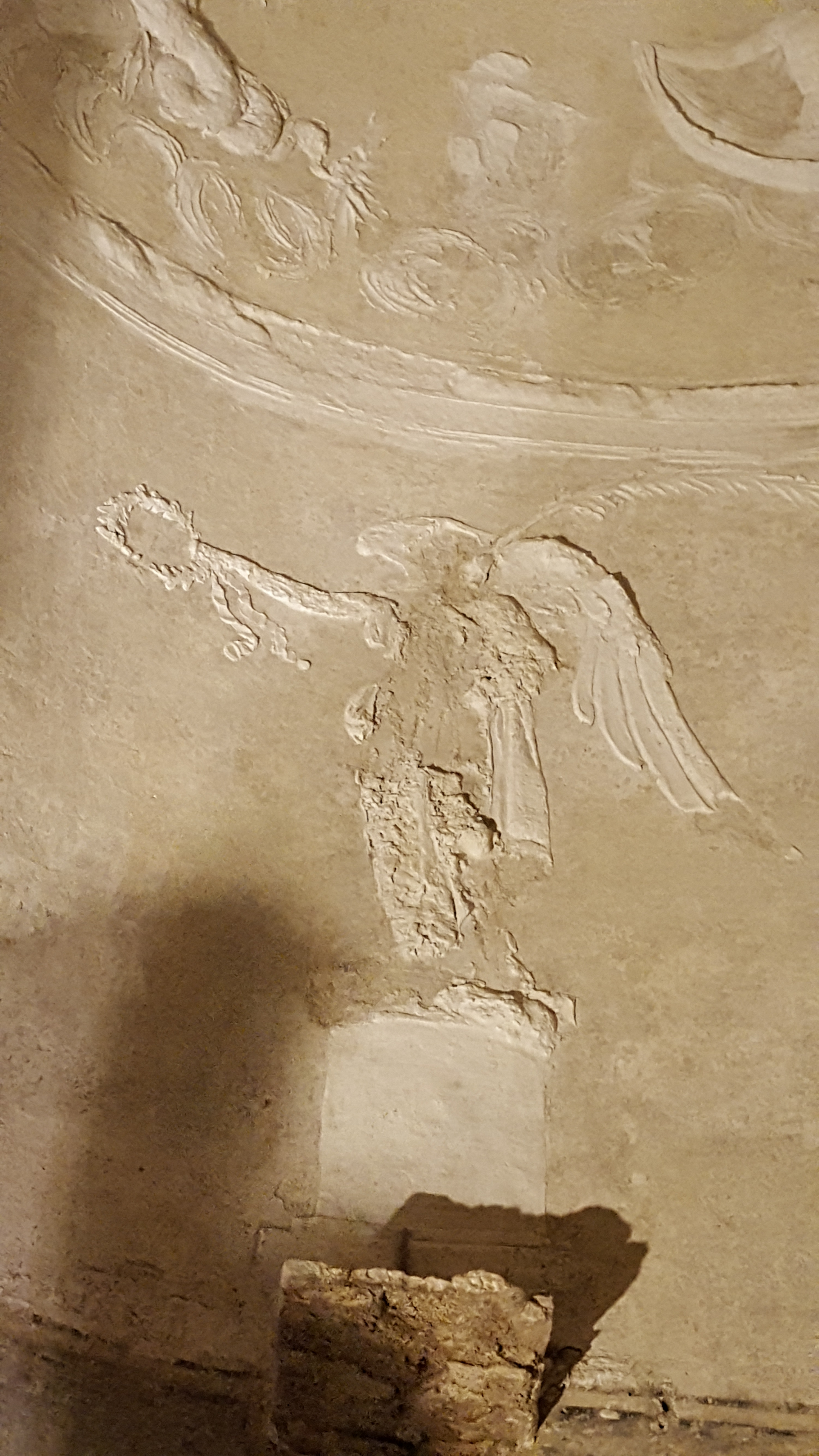
Victoire ailée de l'abside, offrant une couronne à l'une des orantes[10].
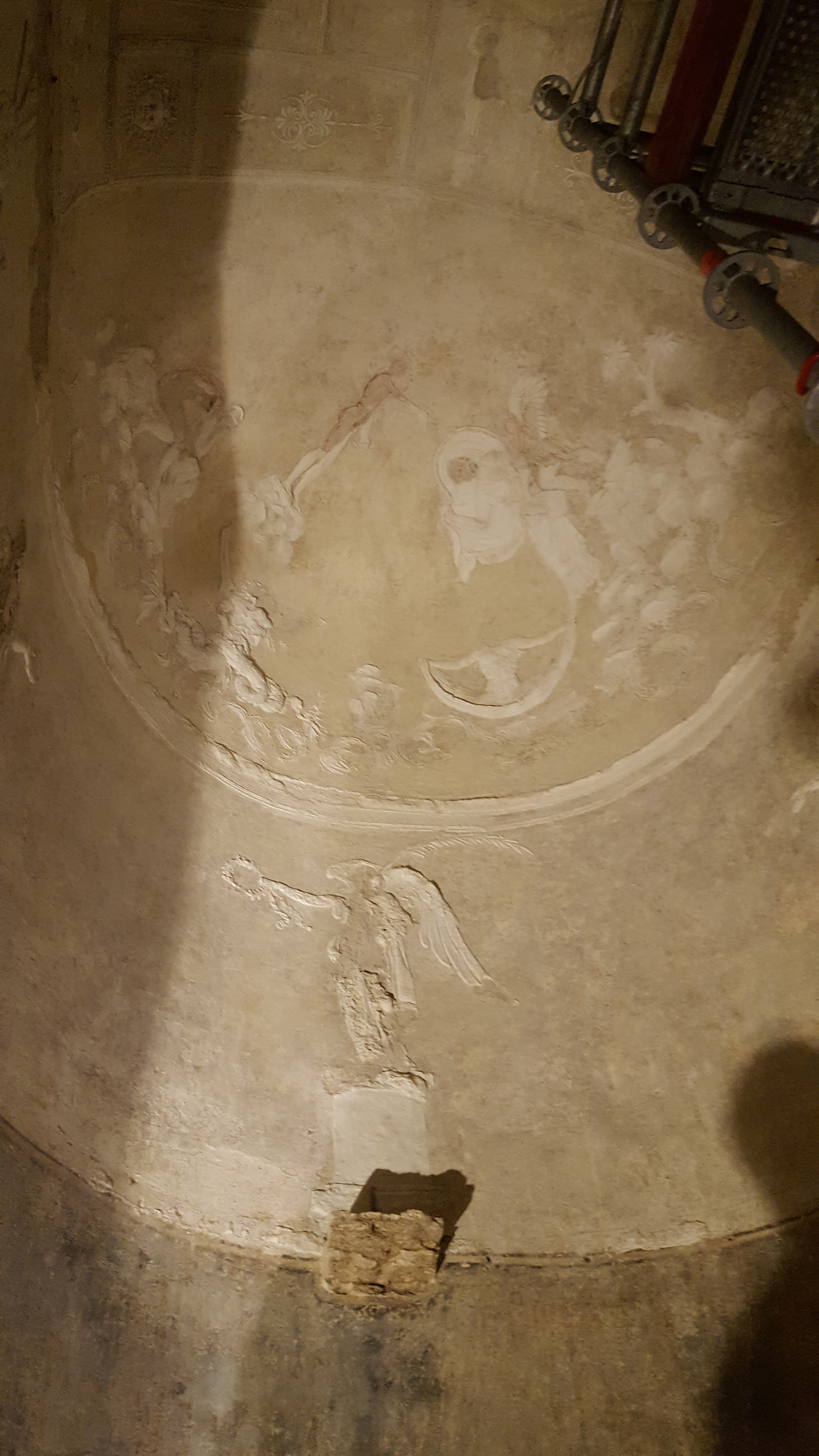
Cul-de-four de l'abside, avec, à gauche, Apollon debout sur un rocher et, à droite,  une représentation présumée de la Mort de Sapphô[11].
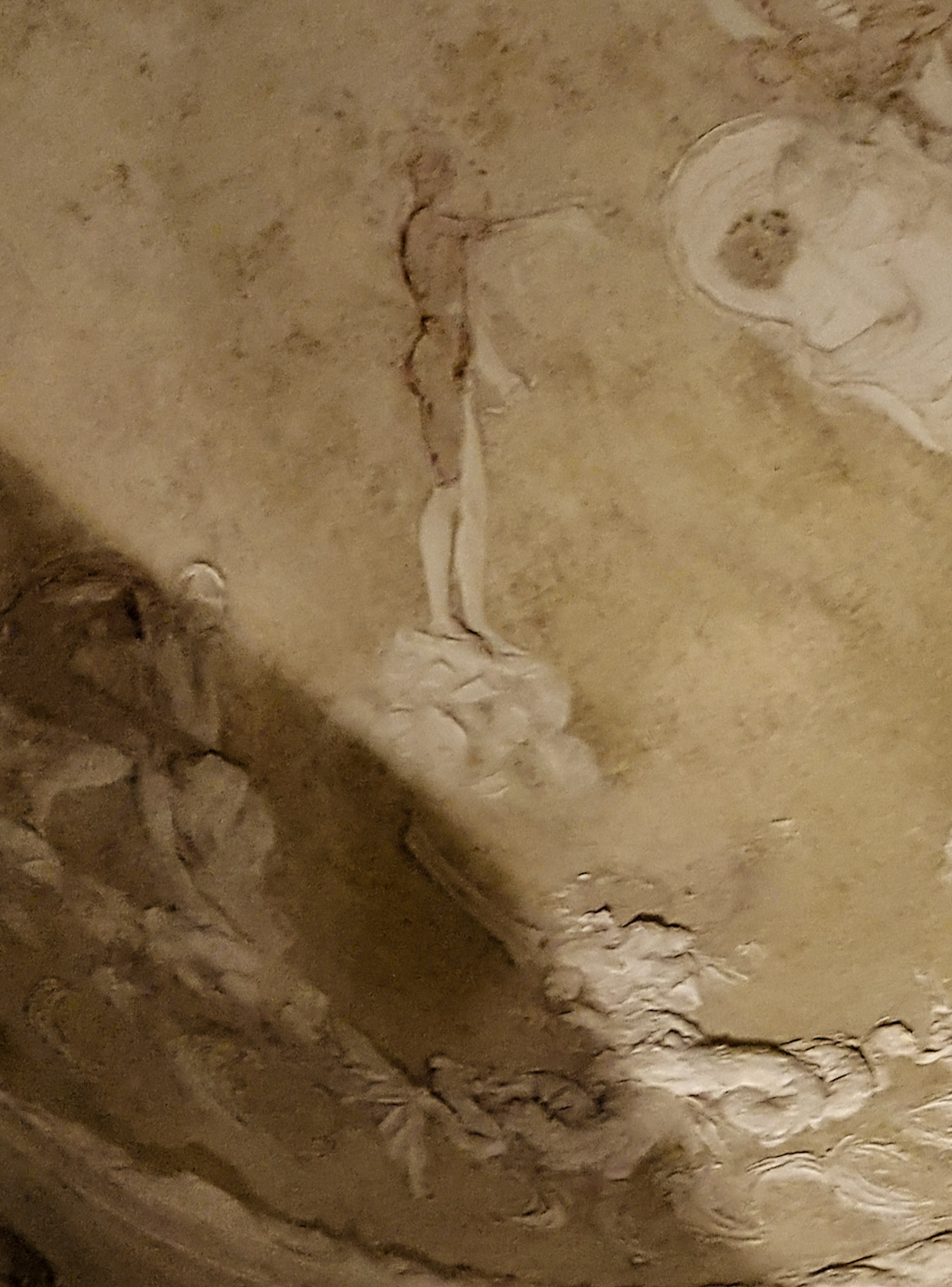
Reliefs en stuc de l'abside, montrant Apollon sur un rocher, son arc à la main ; au-dessous, un homme triste, devant un Triton portant la rame et la conque[11].

### Conservation

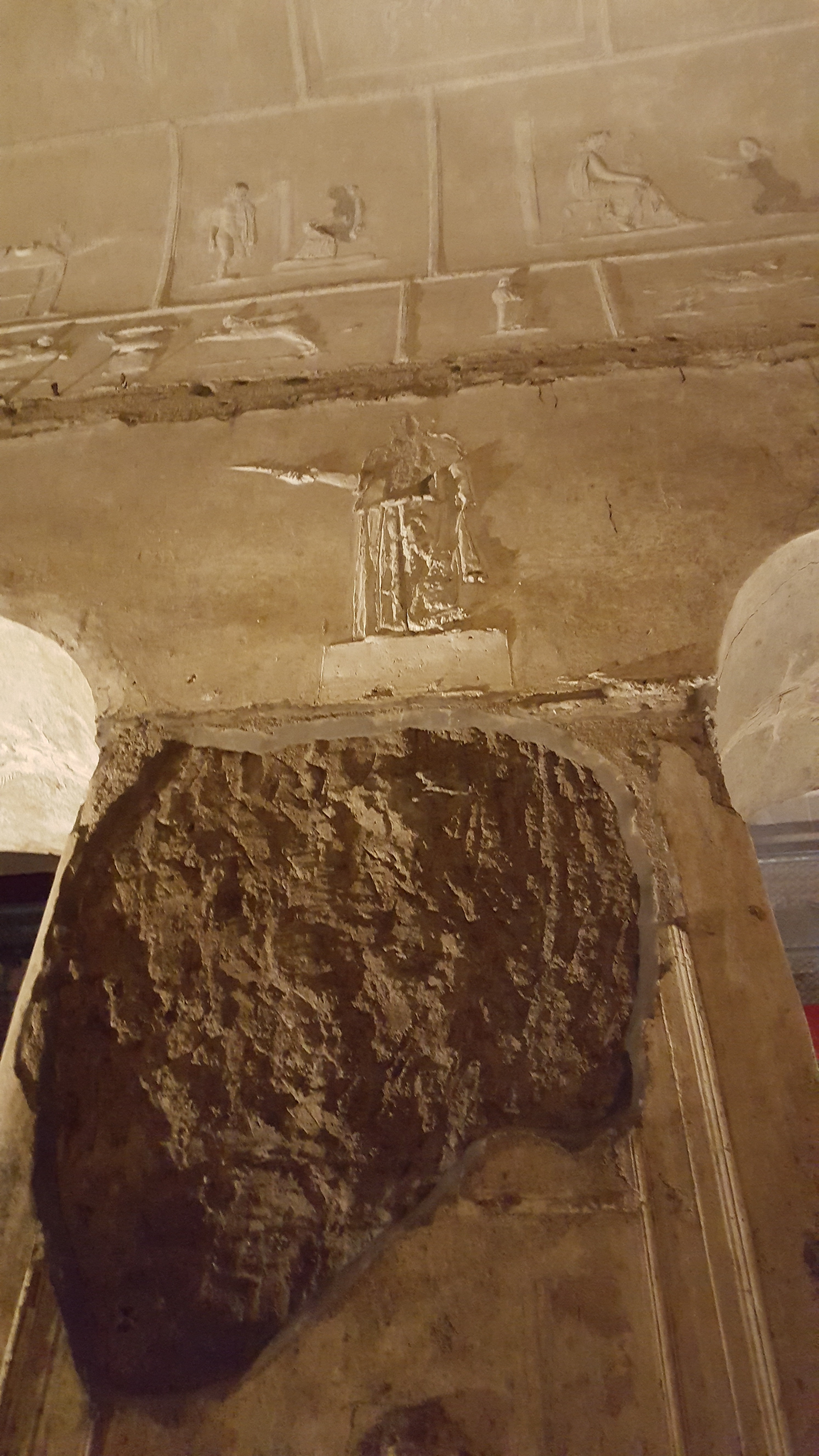
Stucs de la voûte : figure féminine brandissant une dague. Le pilier laisse apparaître le granulat de ciment derrière l’enduit.

La conservation exceptionnelle des décors de stucs est due à la durée très brève durant laquelle le bâtiment a été utilisé, puisqu'il a été construit vers le milieu du Ier siècle et abandonné moins d'un demi-siècle plus tard.
En raison de la fragilité des structures et des décors, l'accès au site a été longtemps fermé au public, mais après les récents travaux de restauration, le monument devrait être durablement accessible dès le centenaire de sa découverte (à partir d'avril 2017).